# Гајеви (Шамац)
Гајеви су насељено мјесто у општини Шамац, Република Српска, БиХ. Према попису становништва из 2013. у насељу је живјело 440 становника.

## Становништво
До 1990. године насеље је било у саставу насељеног мјеста Горња Слатина.
| Демографија | Демографија | Демографија |
| Година      | Становника  | Становника  |
| ----------- | ----------- | ----------- |
| 1991.       | 626         |             |
| 2013.       | 440         |             |